# Crocidura sokolovi
Crocidura sokolovi és una espècie d'eulipotifle de la família de les musaranyes (Soricidae) que viu a la muntanya Ngoc Linh (província de Kon Tum, Vietnam). Aquesta espècie és coneguda a partir de tres exemplars mascles capturats per Aleksei Abràmov l'abril del 2004 a 2.300-2.400 metres d'altitud, en un bosc del costat oest de la muntanya. Igual que C. zaitsevi, és endèmica de Ngoc Linh.
C. sokolovi és una musaranya Crocidura de mida mitjana i una cua llarga que és més gruixuda a la base. Té el pelatge ferm, llarg i suau de color marró-gris. El costat superior dels peus és marró-groc. El crani és de mida mitjana i la mandíbula és relativament estreta.
Fou anomenada en honor del biòleg rus Vladímir Sokolov.